# Donio
Donio je crowdfundingová platforma, kterou založil David Procházka na podzim roku 2019. K říjnu 2023 se přes Donio ve více než 9000 sbírkách a projektech vybralo přes 1,7 miliardy korun. Provoz platformy je hrazen z dobrovolných příspěvků dárců.
Největší částku se podařilo vybrat v září 2023 na léčbu dítěte s genetickým onemocněním, a to 151 milionů korun. Během 35 dní do sbírky přispělo přes 300 tisíc lidí.
V dubnu 2020 se přes Donio vybralo 14,5 milionu korun během 19 hodin ve sbírce na plicní ventilátory CoroVent.

## Kategorie a témata sbírek
Donio pomáhá vybírat finance v těchto kategoriích a tématech:
- Děti a rodina
- Samoživitelky
- Senioři
- Vzdělávání
- Zdraví
- Komunita
- Kultura
- Příroda a ekologie
- Zvířata
- Zoo Praha
- Česko proti COVID-19
- #kulturažije